# 美洲远古时期

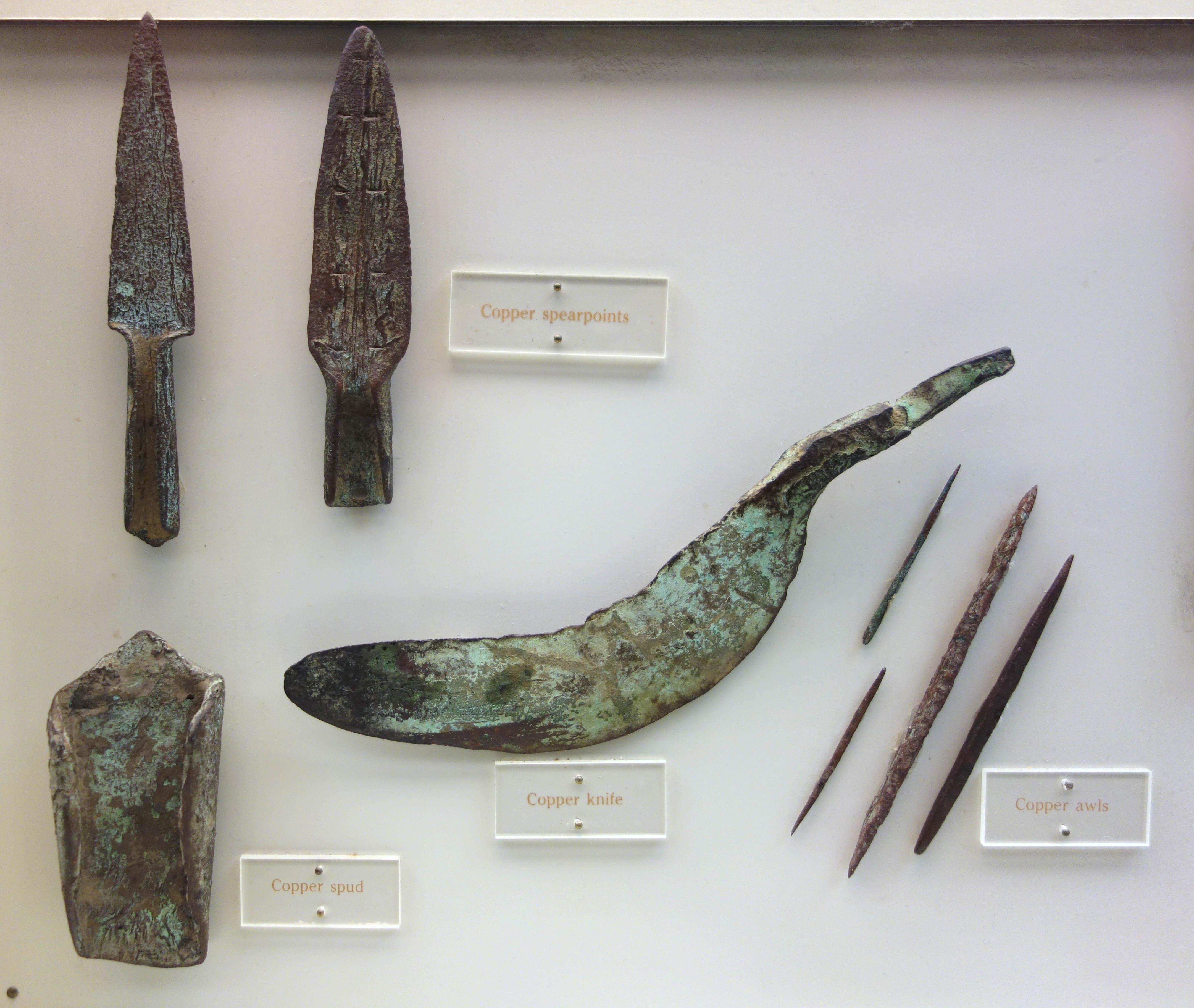
美洲遠古時期的銅刀、矛尖、錐子等器物，出土自威斯康辛州

美洲远古时期，是指公元前8000年到公元前1000年左右的北美洲，它是前哥倫布時期的一個分期。 此時美洲的人們已懂得採集坚果、種子以及捕撈贝类。  當人們開始定居和懂得耕作時，就意味著远古时期正式終結，因此美洲各地走出遠古時期的日期並不相同。